# Phanerotoma pygmaea
Phanerotoma pygmaea är en stekelart som beskrevs av Szepligeti 1913. Phanerotoma pygmaea ingår i släktet Phanerotoma och familjen bracksteklar. Inga underarter finns listade i Catalogue of Life.